# Sân bay Ngọc Long Xích Phong
Sân bay Xích Phong nằm ở Xích Phong, Nội Mông, Trung Quốc (IATA: CIF, ICAO: ZBCF).

## Các hãng hàng không và điểm đến
- Air China (Bắc Kinh-Thủ đô, Hồ Hòa Hạo Đặc)
- China Eastern Airlines (Thượng Hải-Phố Đông, Thiên Tân)
- Hainan Airlines
  - Grand China Express (Bắc Kinh-Thủ đô, Đại Liên, Hô Hòa Hạo Đặc)